# Варфарин
Варфарин — напівсинтетичний препарат з групи непрямих антикоагулянтів для перорального застосування.

## Історія
Відкриття варфарину пов'язане із дослідженням раптової загибелі великої рогатої худоби у США та Канаді на початку 20-х років минулого століття. Тварини гинули після незначних травм (таких, як видалення рогів або кастрація) при значній втраті крові. Іноді фатальні кровотечі у тварин виникали спонтанно. Таємниче захворювання отримало назву «геморагічна септицемія».[джерело?]
У 1921 році канадський ветеринар Френк Шофілд виявив при патанатомічному розтині, що загиблі корови їли запліснявілий силос із буркуна. Пізніше він встановив в експерименті на кролях, що лише вживання зіпсованого буркуна викликало смертельні кровотечі у тварин. Інший дослідник, американський ветеринар Л. М. Родерік в 1929 році довів, що ці кровотечі викликані зниженням у крові кількості протромбіну.
Чисту речовину, що знижує згортання крові, не вдавалось отримати аж до 1940 року. Спочатку група біохіміків, що працювали у лабораторії Вісконсінського університету під керівництвом Карла Пауля Лінка, змогли визначити речовину, що викликала кровотечі у тварин, та виділити її із запліснявілого сіна з буркуна у 1933 році. Через 5 років учень Лінка Гарольд Кемпбелл зумів добути лише 6 міліграмів природного кристалічного антикоагулянту. Пізніше, через чотири місяці, інший учень Лінка Марк Стахманн отримав 1,8 мг перекристалізованої речовини, чого вистачило для того, щоб перевірити результати роботи Кемпбелла та детально описати отриману речовину, яка була названа дикумаролом. Пізніше був створений синтетичний дикумарол, який був успішно застосований у хворих, що перенесли інфаркт міокарду, у 1941 році.
Карл Лінк із колегами продовжували дослідження антикоагулянтів, і у 1948 році їм вдалось отримати та запатентувати більш сильніший та потужніший антикоагулянт, який назвали Варфарин (від англ. Wisconsin Alumni Research Foundation), та закінчення -arin, що вказувало на зв'язок із кумарином. Але, на жаль, Карл Лінк не оцінив значення свого винаходу для медицини, і зареєстрував патент на неї у США, як на отруту для гризунів.
Спочатку вважалось, що варфарин дуже токсичний для людини, і тільки випадок із спробою самогубства новобранця ВМС США у 1951 році за допомогою варфарину, та врятованого завдяки своєчасному застосуванню вітаміну К, дав можливість переглянути можливість застосування варфарину у медицині. Перші результати успішного застосування варфарину у кардіології були опубліковані у 1955 році. Одним із перших пацієнтів, що отримували препарат, був тодішній президент США Дуайт Ейзенхауер, якому варфарин було призначено після перенесеного інфаркту міокарду у 1955 році. Після цього варфарин став одним із найбільш розповсюджених антикоагулянтів, а у США займає одинадцяте місце серед препаратів, які найбільш часто використовуються.
Точний механізм дії варфарину був невідомим до 1978 року, коли було встановлено, що він інгібує фермент епоксид редуктазу, та цим порушує метаболізм вітаміну К.

## Стереохімія
Варфарин містить стереоцентр і складається з двох енантіомерів. Це рацемат, тобто суміш у рівних кількостях  R - та  S -форми:
| Енантіомер варфарину  | Енантіомер варфарину  |
| --------------------- | --------------------- |
| CAS-Nummer: 5543-58-8 | CAS-Nummer: 5543-57-7 |

S-енантіомер варфарину має у 2–5 разів більшу антикоагулянтну активність, ніж R-енантіомер.

## Фармакологічні властивості
Варфарин — напівсинтетичний препарат, що належить до непрямих антикоагулянтів та є похідним кумарину. Механізм дії препарату полягає у блокуванні дії вітаміну К шляхом інгібування дії ферменту епоксид редуктази, та, внаслідок цього, гальмування синтезу факторів згортання крові II, VII, IX і X, а також двох антикоагулянтних білків (протеїнів С та S). У терапевтичних дозах варфарин зменшує швидкість синтезу вищеперерахованих факторів згортання крові на 30—50% та знижує їх біологічну активність. Варфарин є рацемічною сумішшю двох оптично активних ізомерів — R- та S-форми, що суттєво відрізняються по активності, шляху виведення із організму та періоду напіввиведення із організму. Наприклад, S-варфарин у 4-5 разів актіивніший за R-ізомер. R-варфарин виводиться із організму нирками, частково у незміненому вигляді, то S-ізомер виводиться переважно із жовчю у вигляді метаболітів. Значні відмінності мають ізомери варфарину також по періоду напіввиведення та по взаємодії з іншими лікарськими препаратами.

### Фармакодинаміка
Після прийому всередину варфарин добре всмоктується в шлунково-кишковому тракті. Препарат також може всмоктуватися через шкіру. Біодоступність препарату становить близько 90%. Прийом варфарину із їжею сповільнює всмоктування, але біодоступність препарату не зменшується через явища ентерогепатичної циркуляції варфарину. Варфарин добре зв'язується з білками плазми крові. Максимальна концентрація препарату у крові досягається протягом 1,2 години, але початок дії на згортальну систему крові спостерігається через 1,5—3 доби після початку прийому препарату. Це пов'язано із поступовою елімінацією факторів згортання крові, що вже циркулювали у кровотоці на момент початку прийому препарату (після припинення прийому препарату відновлення факторів згортання у крові відбувається протягом 4—5 діб). Варфарин проникає через плацентарний бар'єр та практично не виділяється у грудне молоко. Метаболізується препарат у печінці з утворенням неактивних метаболітів. Період напіввиведення S-варфарину становить 18—35 годин, та виводиться він із організму переважно із жовчю у вигляді метаболітів; період напіввиведення R-варфарину становить від 20 до 70 годин, і виводиться він переважно нирками. Період напіввиведення варфарину може збільшуватися при порушеннях функції печінки.

## Показання до застосування
Варфарин застосовується для лікування і профілактики тромбозів глибоких вен і тромбоемболії легеневої артерії, для вторинної профілактики інфаркту міокарду і профілактики тромбоемболічних ускладнень (інсульт або системна емболія) після інфаркту міокарду, для профілактики тромбоемболічних ускладнень у пацієнтів з фібриляцією передсердь, вадами серця або з протезованими клапанами серця, профілактика динамічних порушень мозкового кровообігу та інсульту, для профілактики післяопераційних тромбозів.

## Побічна дія
При застосуванні варфарину можуть спостерігатися наступні побічні ефекти:
- Алергічні реакції — дуже рідко (менше 0,01%) висипання на шкірі, свербіж шкіри, кропив'янка, екзема, еритема шкіри.
- З боку шкірних покривів — дуже рідко (менше 0,01%) алопеція, некроз шкіри, васкуліт.
- З боку дихальної системи — дуже рідко (менше 0,01%) кальцифікація трахеї або бронхів.
- З боку нервової системи — нечасто головний біль, головокружіння, порушення смаку, астенія, летаргія, парестезії.
- З боку сечостатевої системи — дуже рідко (менше 0,01%) пріапізм, нефрит, уролітіаз, тубулярний некроз.
- З боку травної системи — часто (1—10%) нудота, блювання, діарея, біль у животі; дуже рідко (менше 0,01%) панкреатит, жовтяниця, холестатичний гепатит.
- Зміни в лабораторних аналізах — часто (1—10%) анемія, зниження гематокриту; рідко (0,01—0,1%) еозинофілія; дуже рідко (менше 0,01%) підвищення рівня активності амінотрансфераз у крові.

Серед інших побічних ефектів варфарину найчастішими є кровотечі. Важкі та такі, що загрожують життю кровотечі спостерігаються у 0,9-2,7% хворих, які приймали варфарин. Загальна частота кровотеч у хворих, що приймали варфарин, становить 8%. У пацієнтів можуть спостерігатися носові кровотечі, шлунково-кишкові кровотечі, блювання кров'ю, кровотечі з прямої кишки, мелена, ретроперитонеальні кровотечі, гематурія, внутрішньочерепні гематоми та геморагічний інсульт. Найчастіший фактор ризику для виникнення внутрішньочерепного крововиливу — це нелікована або неконтрольована артеріальна гіпертензія. Більша імовірність кровотеч спостерігається при високих значеннях МНВ. Іншими незалежними факторами ризику кровотеч при застосуванні варфарину є похилий вік, висока інтенсивність супутньої антикоагулянтної та антиагрегантної терапії, наявність в анамнезі у хворих шлунково-кишкових кровотеч та інсультів. Ризик кровотеч підвищений також у пацієнтів з поліморфізмом гену CYP2C9, що пов'язано із зниженням метаболізму варфарину та збільшенням його концентрації у крові.
Іншим відносно рідким побічним ефектом варфарину є кумариновий некроз. Найчастіше цей синдром починається з припухлості та потемніння шкіри нижніх кінцівок або сідниць, але може з'являтися і в інших місцях. Пізніше такі ураження стають некротичними. Кумариновий некроз значно частіше (у 90% випадків) спостерігається у жінок. Етіологією цього ускладнення вважається вроджена недостатність антитромбінових білків С або S. У таких випадках прийом варфарину припиняють та застосовують гепарин до загоєння або рубцювання уражень.
Іншим відносно рідкісним побічним ефектом варфарину є так званий «синдром пурпурових пальців». Він частіше спостерігається у чоловіків із атеросклеротичними ураженнями. Вважається, що варфарин спричиняє геморагії атерсклерозних бляшок, які призводять до мікроемболії. Зустрічаються симетричні пурпурні ураження шкіри пальців і підошов стоп, що супроводжуються пекучим болем. У таких випадках прийом варфарину слід припинити, і ураження шкіри зазвичай поступово зникають.

## Протипоказання
Варфарин протипоказаний при підвищеній чутливості до препарату; гострій кровотечі; схильності до кровотеч (хвороба Віллебранда, гемофілія, тромбоцитопенія і порушення функцій тромбоцитів); для уникнення ризику розвитку тяжких кровотеч протягом 72 годин після обширних оперативних втручань та протягом 48 годин в післяпологовому періоді; важкій нирковій недостатності; важкій печінковій недостатності і цирозі печінки; нелікованій або неконтрольованій артеріальній гіпертензії; при недавньому внутрішньочерепному крововиливі; при стані здоров'я, що зумовлює внутрішньочерепний крововилив (наприклад, аневризма мозкових артерій); аневризмі аорти; люмбальній пункції; операціях на центральній нервовій системі або очах; при шлунково-кишкових або ниркових кровотечах та їх ускладненнях; дивертикульозі або злоякісних пухлинах; варикозному розширенні вен стравоходу; інфекційному ендокардиті або ексудативному перикардиті; деменції; психозах; алкоголізмі та інших ситуаціях, коли неможливий контроль за прийомом препарату; при вагітності та загрозі аборту; при гострому ДВЗ-синдромі. Під час годування грудьми прийом варфарину не протипоказаний, тому що варфарин не проникає у грудне молоко.

## Взаємодія з іншими лікарськими препаратами
При сумісному застосуванні варфарину з іншими антитромботичними або гемостатичними засобами може спостерігатись посилення дії варфарину, що може спричинити виникнення кровотеч. При застосуванні варфарину слід уникати прийому інгібіторів тромбіну, нефракціонованих гепаринів та їх похідних, гепаринів з низькою молекулярною масою, фондапаринуксу, ривароксабану, антагоністів рецепторів глікопротеїну IIb/IIIa, простацикліну, інгібіторів зворотного захоплення серотоніну, ерлотинібу, метилфенідату, пероральних контрацептивів, які посилюють дію варфарину. Посилення ефекту варфарину спостерігається при одночасному застосуванні з препаратами, що впливають на тромбоцити (ацетилсаліцилова кислота, клопідогрель, тиклопідин, дипіридамол і більшість нестероїдних протизапальних препаратів). Пацієнтам, які приймають варфарин, протипоказані стрептокіназа та альтеплаза. Під впливом деяких лікарських препаратів, наприклад холестираміну, можуть зменшуватися всмоктування і ентерогепатична циркуляція варфарину. При довготривалому прийомі посилює ефект варфарину лактулоза.
Посилюють ефект варфарину наступні препарати: алопуринол, аміодарон, амоксицилін, аргатробан, ацетилсаліцилова кислота, азапропазон, азитроміцин, вітамін А, безафібрат, декстропропоксифен, дигоксин, дисульфірам, доксициклін, еритроміцин, етопозид, вітамін Е, фенофібрат, фенілбутазон, фепразон, флуконазол, фторурацил, флутамід, флувастатин, флувоксамін, гатіфлоксацин, гемфіброзил, грепафлоксацин, іфосфамід, протигрипозна вакцина, α- і β- інтерферон, ізоніазид, ітраконазол, капецитабін, карбоксиуридин, цефамандол, цефалексин, цефметазол, цефменоксин, цефоперазон, цефуроксим, кетоконазол,хінідин, хінін, кларитроміцин, клофібрат, хлоралгідрат, кодеїн, латамоксеф, лефлуномід, лепірудин, левофлоксацин, ловастатин, метолазон, метотрексат, метронідазол, міконазол, моксифлоксацин, налідиксова кислота, норфлоксацин, офлоксацин, оксифенбутазон, омепразол, парацетамол, прогуаніл, пропафенон, пропранолол, рофекоксиб, рокситроміцин, целекоксиб, циметидин, симвастатин, ципрофлоксацин, сульфафеназол, сульфафуразол, сульфаметизол, сульфаметоксазол/триметоприм, сульфінпіразон, сульфофенур, анаболічні або андрогенні стероїдні гормони, циклофосфамід, тамоксифен, тегафур, тетрациклін, толментин, трамадол, трастузумаб, троглітазон, зафірлукаст, нестероїдні протизапальні препарати (такі як ібупрофен, кетопрофен, диклофенак, індометацин, піроксикам та інші), декстротироксин та тироксин, вальпроєва кислота.
Знижують ефект варфарину наступні препарати: азатіоприн, барбітурати, вітамін С, диклоксацилін, дизопірамід, фенобарбітал, гризеофульвін, карбамазепін, клоксацилін, хлорталідон, хлордіазепоксид, меркаптопурин, месалазин, мітотан, нафцилін, невірапін, примідон, рифампіцин, циклоспорин, спіронолактон, тразодон.
Лікування препаратами рослинного походження також може підсилювати ефект варфарину, наприклад, екстракт гінкго (Ginkgo biloba), екстракт часнику, препарати «донг квай» (Angelica sinensis, що містить кумарини), екстракт папаї або даншен (Salvia miltiorrhiza). Деякі рослинні препарати можуть зменшувати дію варфарину, наприклад, женьшень або екстракт звіробою, що пов'язано з індукцією звіробоєм ферментів, що метаболізують лікарські препарати.
Їжа, у якій міститься багато вітаміну К, може послаблювати ефект варфарину. Тому при застосуванні варфарину слід обмежити наступні продукти: зелень амаранту, авокадо, капусту броколі, брюсельську капусту та звичайну капусту, олію канолу, листки шайо, цибулю, коріандр, шкірку огірка, цикорій, плоди ківі, салату, м'яту, зелену гірчицю, оливкову олію, петрушку, горох, фісташки, червоні морські водорості, шпинат, соєві боби, листя чаю (але не власне напій чай), зелень ріпи, кресс-салат.

## Немедичне застосування
Варфарин вперше запатентований у США у 1948 році як отрута для гризунів. До цього часу варфарин використовується як засіб проти щурів з метою побутової, медичної та санітарної дератизації. При однократному прийомі варфарин малотоксичний для щурів, але він має різко виражені кумулятивні властивості, і накопичення його в організмі щурів приводить до їх загибелі через виникнення смертельних кровотеч. 1958 року в Шотландії були виявлені породи щурів, нечутливі до варфарину.

## Форми випуску
Варфарин випускається у вигляді таблеток по 0,0025 г, по 0,03 г та по 0,05 г.

## Синоніми
ВАРФАРИН (англ. warfarin), дженерики та синоніми: Aldocumar, Athrombin — K1, Cofarin, Coumadin, Coumadine, Cumatox, Omefin, Orfarin, Marevan, Panwarfin, Prothromadin, Warfilone, Warnerin.